# Vacances horlogères
Les vacances horlogères sont une tradition dans l’Arc jurassien suisse où l'industrie horlogère et son réseau d’entreprises de sous-traitance ont l’habitude de cesser leurs activités durant une période fixée par la Convention patronale, c’est-à-dire l’association des employeurs de l'industrie horlogère.

## Convention patronale
La branche horlogère fut l'une des premières en Suisse à accorder des vacances payées. Lors de l’introduction de la première convention collective de travail, en 1937, la durée des vacances horlogères était d’une semaine. Elle passa, de manière généralisée, à deux semaines en 1953, puis à 3 semaines en 1961. En 1965, une 4e semaine fut introduite pour les ouvriers de plus de 55 ans ou comptant 25 ans d'activité dans une même entreprise. Aujourd’hui, les travailleuses et travailleurs de l’industrie horlogère suisse bénéficient de 5 semaines de vacances, puis de 6 semaines pour les ouvriers âgés de plus de 50 ans. La Convention patronale arrête une période de trois semaines officielle, la 4e semaine est à fixer à celle qui précède ou suit les 3 semaines officielles.

## Un impact fort
Aujourd'hui, l'impact des vacances horlogères est moins visible. Mais, un demi-siècle plus tôt, à l'époque ou plus de 80 % de la population active travaillait dans l'industrie horlogère, les rues de Bienne (canton de Berne), de La Chaux-de-Fonds et du Locle (canton de Neuchâtel) ou de Saint-Imier (canton de Berne) étaient quasi désertes durant cette période. Tout le monde, ou presque, partait durant cette période et tout tournait au ralenti. Aujourd’hui encore, restaurants et magasins profitent de cette période pour fermer leurs portes durant les vacances, les bureaux de poste réduisent leurs heures d’ouverture et la police ne contrôle plus les parkings en zone bleue.